# Mistrzostwa Azji w Piłce Siatkowej Kobiet 1975
I Mistrzostwa Azji w piłce siatkowej kobiet odbyły się w 1975 roku w Melbourne, Australia. W mistrzostwach wystartowało 5 reprezentacji. Pierwszym mistrzem została reprezentacja Japonii.

## Klasyfikacja końcowa
| Miejsce | Reprezentacja    |
| ------- | ---------------- |
|         | Japonia          |
|         | Korea Południowa |
|         | Chiny            |
| 4.      | Australia        |
| 5.      | Nowa Zelandia    |